# Поганешти (Васлуј)
Поганешти (рум. Pogănești) насеље је у Румунији у округу Васлуј у општини Станилешти. Oпштина се налази на надморској висини од 20 m.

## Становништво
Према подацима из 2002. године у насељу је живело 1188 становника, од којих су сви румунске националности.